# Casimir Arvet-Touvet
Casimir Arvet-Touvet, né Jean Maurice Casimir Arvet-Touvet le 4 mars 1841 à Gières et mort le 4 mars 1913 dans la même commune, est un botaniste français.

## Biographie
Fils de viticulteur, il commence ses études au petit séminaire du Rondeau à Grenoble puis abandonne rapidement des études de droit pour seconder sa mère restée veuve à l'exploitation familiale. Botaniste sur son temps libre, il acquiert une grande connaissance de la flore du Dauphiné qu'il présente en 1871 dans un essai sur les plantes du Dauphiné.
À partir de 1880, il consacrera ses études au genre Hieracium. Il deviendra l'un des meilleurs spécialistes mondiaux des épervières. En collaboration avec Gaston Gauthier (1841-1911), il étudiera les épervières pyrénéennes et de la péninsule Ibérique.
Après la mort de ce dernier, il publie seul, en 1913, Hieraciorum praesertim Galliae et Hispanica systematicus.
Croyant, ses conceptions sont marquées par l'essentialisme à l'opposé du transformisme et de l'évolutionnisme. Il est l'auteur de nombreuses espèces du genre Hieracium et d'une espèce de Fabaceae : Oxytropis amethystea.